# Окунёвое (озеро, ЗАТО Северск)
Окунёвое (Круглое, Будеево, Гузеево) — озеро в России, на правом берегу реки Томь, в междуречье рек Камышка и Самуська, правых притоков реки Томь. Находится на восточной стороне посёлка Самусь в городском округе Северск в Томской области.
Озеро Окунёвое западным берегом вплотную примыкает к посёлку Самусь. Абсолютная отметка зеркала 79,1 метра. Длина 600 метров, ширина 500 метров. Озеро округлой формы, площадью около 0,2325 квадратных километров (23,25 гектара). Со всех сторон озеро окружено соснами. Берега изрезаны слабо, вокруг озера выражены песчаные пляжи. В настоящий момент озеро обмелело и обсохло, площадь водной поверхности сократилась почти в 1,5 раза. В прибрежье от уреза до 1,5 м распространены песчаные грунты в разной степени заиления (от чистых песков до сильно заиленных). Озеро бессточное, пресное, с максимальной глубиной 3 метров. Прозрачность небольшая, активная реакция среды нейтральная (рН=7,00—7,11). Дно в значительной степени выстлано сероводородными илами, берега — в различной степени переработанным песчаником. Водная растительность выражена слабо, отдельными участками, и представлена осокой, стрелолистом, кубышкой, водокрасом, гречихой земноводной. В озере водится карась, щука, речной окунь.
Озеро вместе с расположенными западнее озёрами Митрево, Мальцево, Яково, безымянным искусственным озером к западу от озера Мальцево и безымянным озером по соседству с озером Яково входит в Особо охраняемую природную территорию местного значения «Озёрный комплекс п. Самусь». Озёра приурочены к поверхности второй надпойменной террасы реки Томь. Озёра представляют единую гидрологическую систему, связанную естественным поверхностным стоком в направлении гравитационного переноса. В рельефе они располагаются ярусами. Озеро занимает подчиненное положение в рельефе. В настоящее время постоянная связь озера с соседним озером Митрево утрачена, также утрачена возможность сброса избыточной воды в реку Томь.